# Centaurus (stripreeks)
Centaurus is een sciencefictionstripreeks van de Servische striptekenaar Zoran Janjetov en de schrijvers Leo en Rodolphe. Van de reeks verschenen vijf albums . De reeks wordt uitgebracht door Uitgeverij Silvester, en is zowel met harde- en zachte kaft verschenen. 

## Verhaal
De planeet Aarde is door verschillende oorlogen die werden uitgevochten onbewoonbaar geworden en de mensheid was verplicht een immens ruimteschip te bouwen om naar een andere bewoonbare planeet te reizen. Vele tientallen generaties hebben opgesloten gezeten in een cilindervormige vaartuig op reis naar het sterrenstelsel Centaurus. Na meer dan 400 jaar komen ze aan bij de planeet die de geleerden van hun thuisplaneet hadden gevonden. Er wordt een expeditie samengesteld voor een afdaling naar het oppervlak van de nieuwe wereld. De bijzondere tweeling June en Joy en de fysiek sterke Bram maken hier deel van uit. Veel opties hebben ze niet omdat hun schip zowat de grens van z'n fysieke houdbaarheid heeft bereikt. Verder reizen of terugkeren zijn geen opties meer.

## Albums
| Nummer | Titel                    | Verschenen | Uitgeverij |
| ------ | ------------------------ | ---------- | ---------- |
| 1      | Het beloofde land        | 2015       | Silvester  |
| 2      | Het vreemde land         | 2016       | Silvester  |
| 3      | Het waanzinnige land     | 2017       | Silvester  |
| 4      | Het angstaanjagende land | 2018       | Silvester  |
| 5      | Het dode land            | 2020       | Silvester  |